# كريستينا لامب
كريستينا لامب (بالإنجليزية: Christina Lamb)‏ (ولدت في 15 مايو 1965) هي صحفية ومؤلفه بريطانية حاصلة على ميداليه رتبة الإمبراطورية البريطانية.

رئيسه قسم المراسلة الأجنبية لصحيفة الصنداي تايمز. نالت لامب في تاريخها العديد من الجوائز والأوسمة وصل عددها إلى 14 جائزة رئيسية من بينها 4 جوائز صحفية بريطانية، ووسام بريكس بايوكس كالفادوس الأوروبية لمراسلي الحرب. تم ترشيح لامب لعضوية العديد من الجمعيات مثل الجمعية الجغرافية الملكية، مركز وودرو ولسون الدولي للعلماء في واشنطن.
في عام 2013، كرمتها الملكة إليزابيث ملكة المملكة المتحدة بإعطائها ميداليه رتبة الإمبراطورية البريطانية لخدماتها الصحفية.
كتبت لامب حتى الآن ثمانية كتب من بينها كتابان حققا أعلى مبيعات في ذلك الوقت وهما البيت الأفريقي و انا مالالا شاركت في كتابته مع ملالا يوسفزي، والحاصل على جائزة أفضل كتاب غير خيالي للعام في احتفالية توزيع جوائز الكتاب الوطني البريطاني عام 2013.

## السيرة الذاتية
درست لامب في مدرسة نونسوتش الثانوية للبنات، ثم إلتحقت بعد ذلك بجامعة الكلية، أكسفورد وحصلت على بكالوريوس في الفلسفة والسياسة والإقتصاد. قدمت لامب نفسها كصحفية في عام 1988 بعد قيامها بتغطيه الحرب السوفيتية في أفغانستان وحصولها على لقب أفضل صحفية شابة للعام. بعد فترة وجيزة من تخرجها من اوكسفورد، سافرت مع مجاهدين أفغانستان المعنين بمواجهة الإحتلال السوفياتي، حيث قضت ما يقرب من عامين في بيشاور. استمرت لامب بتقديم تقارير عن باكستان وأفغانستان لمدة وصلت إلى ثلاثة عقود.
سافرت لامب للعديد من الدول فعلى سبيل المثال سافرت لامب إلى إسلام أباد وريو دي جانيرو أثناء عملها مع صحيفة فايننشال تايمز، وجوهانسبرغ وواشنطن أثناء عملها مع صحيفة صنداي تايمز. قامت لامب بتغطيه العديد من الحروب من حرب العراق إلى ليبيا مرورا بأنغولا وسوريا، كما قامت بتغطية حوادث القمع في إريتريا وزيمبابوي، وإنطلقت في رحلات لزيارة القبائل النائية في المناطق البعيدة من نهر الأمازون.
ركزت لامب في أخر أعمالها على مشاكل النساء مثل قصص الفتيات اللواتي اختطفتهن منظمة بوكو حرام في نيجيريا، الإماء الايزيديات (نساء تم اسرهم من منظمة داعش الإرهابية) في العراق، ومحن النساء الأفغانيات.
في نوفمبر 2001، تم ترحيلها من باكستان بعد كشفها عن ملابسات عملية سرية قامت بها بضع عناصر في جهاز المخابرات العسكرية الباكستانية لتهريب أسلحة إلى منظمة طالبان. في عام 2006، نجت لامب بصعوبة من الموت من كمين نصبته منظمة طالبان للقوات البريطانية في مدينة هلمند. كما تعرضت لحادث انفجار عربة في بنزير بوتو في أكتوبر عام 2007.
تم ترجمة كتابها أنا مالالا إلى حوالي 40 لغة، وبيع ما يزيد عن 1.8 مليون نسخة في جميع أنحاء العالم. بينما ترجم كتابها الأخير نجين: رحلة لا تصدق لفتاة من سوريا مزقتها الحرب لتعيش على كرسي متحرك، إلى 9 لغات، شاركت في كتابته مع صاحبة القصة نوجين مصطفى. نشر الكتاب ويليام كولينز (لندن) في سبتمبر 2016.
كتبت لامب أول مسرحياتها بعنوان طائرات بدون طيار بمساعدة رون هتشيسون وعرضت في مسرح أركولا في لندن في عام 2016.
لامب عضوه في المجلس الدولي لمعهد تقارير الحرب والسلام (IWPR)، وراعية في جمعية خيرية أفغانية مسجلة في المملكة المتحدة.
عرضت صورة للامب في متحف أشموليان في أكسفورد في عام 2009، من تصوير الفنان فرانشيسكو غيديسيني في مجموعة صور لأبرز الشخصيات الوطنية. قام المؤلف البرازيلي باولو كويلو بتجسيدها في شخصية إستر في روايته الزهير عام 2005.

## الكتب
- في انتظار الله: النضال الباكستاني من أجل الديمقراطية (لندن: هاميش هاميلتون، 1991).
- البيت الأفريقي: قصة حقيقة لرجل إنجليزي وحلمه الأفريقي (لندن: فايكنغ، 1999).
- دوائر الخياطة في هرات: سنواتي في أفغانستان (لندن: هاربيركولينز، 2002).
- بيت الحجارة: القصة الحقيقة لأسرة قسمتها الحرب في زيمبابوي (لندن: هاربيربريس، 2007).
- الحروب الصغيرة: الإرساليات من الأراضي الأجنبية (لندن: هاربيربريس، 2008).
- انا مالالا: الفتاة التي وقفت للتعليم، وأطلق عليها من قبل طالبان، شاركت في كتابته مع مالالا يوسفزاي (نيويورك: ليتل براون، 2013).
- وداعا كابول: من أفغانستان إلى عالم أكثر خطورة (لندن: ويليام كولينز، 2015).
- نوجين: رحلة لا تصدق لفتاة من سوريا مزقتها الحرب لتعيش على كرسي متحرك، شاركت في كتابته مع نوجين مصطفى (لندن: ويليام كولينز، 2016).

## الجوائز

### جوائز الصحافة
- 1988 جائزة الصحافة البريطانية لصحفية العام.[38]
- 1991 جائزة الصحافة البريطانية لمراسلة العام.
- 1992 جائزة الصحافة من منظمة العفو الدولية.[39]
- 2001 جائزة الصحافة البريطانية لمراسلة العام الأجنبية. [40]
- 2001 رابطة الصحافة الأجنبية (لندن)، أفضل قصة أجنبية للعام.
- 2002 بي بي سي، مراسلة العام.
- 2006 جائزة الصحافة البريطانية مراسلة العام. [40]
- 2006 بي بي سي، مراسلة العام.
- 2007 بي بي سي، مراسلة العام.
- 2007 جمعية الصحافة الأجنبية (لندن)، قصة العام.
- 2009 جوائز بايو-كالفادوس لمراسلي الحرب.[2]
- 2015 منظمة العفو الدولية، صحفية العام.[41]
- 2016 جمعية الصحافة الأجنبية (لندن)، قصة العام.[42][43]
- 2017 جائزة المرأة.[44]

### جوائز الكتب
- 1999 جائزة جون ليولين ريس، عن كتاب منزل أفريقيا.
- 2003 جائزة بارنز& نوبل للكتاب العظماء الجدد، عن كتاب دوائر الخياطة في هرات.[45]
- 2013 جائزة سبيسافرز الوطنية للكتاب، أشهر كتاب غير خيالي للعام، عن كتاب أنا مالالا.[5]
- 2013 جائزة أفضل اختيار من موقع جود ريدز، أفضل مذكرات وسيرة ذاتية، عن كتاب أنا مالالا.[46]
- 2014 جائزة الكتاب السياسي، كتاب السنة السياسي، عن كتا أنا مالالا.[47]

### جوائز أخرى
- تم اختيارها من مجلة هي كواحدة من أكثر النساء البريطانيات إلهاما. [48]
- تم اختيارها من غراتسيا كواحده من رموز العقد.
- زمالة نيمان في جامعة هارفارد في عام 1993/1994.[49]
- زمالة في مركز دارت في عام 2008.[50]
- تم اختيارها من مؤسسة أشا باعتبارها واحدة من أكثر النساء إلهاما في جميع أنحاء العالم.[51]

## وصلات خارجية
- كريستينا لامب على موقع IMDb (الإنجليزية)

- الموقع الرسمي
- HarperCollins
- نبذه عن كتاب البيت الأفريقي
- الموقع الشخصي لكريستينا لامب.
- حوار مع كريستينا لامب عن كتبابها البيت الأفريقي.
- إيجاد الأمل في أحلك المواقف- البيت الأفريقي- تيد.
- BBC Radio Four Woman's Hour (2002)
- BBC Radio Four Woman's Hour (2006)
- BBC Radio Four Woman's Hour (2008)
- Frontline Club Insight with Christina Lamb (2015)
- BBC Radio Three Private Passions (2015)
- The Moth War and Ham Sandwiches (2016)
- TEDx Talks Finding Hope in Dark Places: Women in War (2017)